# The Main Event (película de 2020)
The Main Event (en español La pelea estelar; en España Mi primer gran combate) es una película de comedia estadounidense dirigida por Jay Karas, a partir de un guion de Larry Postel y protagonizada por Seth Carr, Tichina Arnold, Ken Marino y Adam Pally. Fue lanzada el 10 de abril de 2020 a través de la plataforma Netflix.

## Reparto
- Seth Carr
- Tichina Arnold
- Ken Marino
- Adam Pally

La película presenta apariciones de las estrellas de la  WWE: The Miz, Kofi Kingston, Sheamus, Babatunde Aiyegbusi, Keith Lee, Mia Yim y Otis Dozovic, así como Corey Graves y Renee Young.

## Producción
En junio de 2019, se anunció que la producción de la película comenzaría esa semana en Vancouver. Además, se anunció que Seth Carr, Tichina Arnold, Ken Marino y Adam Pally protagonizarían la película, con apariciones de los luchadores profesionales Kofi Kingston, The Miz y Sheamus.

## Estreno
Fue estrenada el 10 de abril de 2020.